# Новий Любар
Но́вий Лю́бар — село в Україні, у Житомирському районі Житомирської області. Входить до складу Любарської селищної громади. Населення становить 948 осіб.

## Географія
Селом протікає річка Случ.

## Історія
До 1923 року — передмістя Нове місто Любара.
У 1923—54 року — адміністративний центр Новолюбарської сільської ради Любарського району.
Під час організованого радянською владою Голодомору 1932—1933 років померло щонайменше 95 жителів села.
З 2017 року увійшло до складу Любарської селищної громади. Це юридично закріпило єдність Нового Любара з Любаром, фактично районом (передмістям) якого він є.

## Населення

### Мова
Розподіл населення за рідною мовою за даними перепису 2001 року:
| Мова       | Кількість | Відсоток |
| ---------- | --------- | -------- |
| українська | 928       | 97.89%   |
| російська  | 20        | 2.11%    |
| Усього     | 948       | 100%     |

## Освіта
У селі діє Любарська ЗОШ № 2.